# Olympische Winterspiele 2002/Bob – Zweierbob (Frauen)
Zum ersten Mal in der Geschichte wurde bei den Olympischen Winterspielen 2002 Zweierbobrennen der Frauen ausgetragen. Das Rennen, welches aus insgesamt zwei Läufen bestand, wurde am 19. Februar ausgetragen. Insgesamt traten 15 Bobs an, die alle zwei Läufe auf dem Utah Olympic Park Track absolvierten.
Olympiasieger wurden der Bob USA II mit Jill Bakken und Vonetta Flowers. Silber und Bronze ging an die beiden deutschen Bobs mit Sandra Prokoff und Ulrike Holzner sowie Susi Erdmann und Nicole Herschmann.

## Ergebnisse
| Rang | Nation             | Athletinnen                            | Lauf 1  | Lauf 2  | Gesamtzeit  |
| ---- | ------------------ | -------------------------------------- | ------- | ------- | ----------- |
| 1    | Vereinigte Staaten | Jill Bakken Vonetta Flowers            | 48,81 s | 48,95 s | 1:37,76 min |
| 2    | Deutschland        | Sandra Prokoff Ulrike Holzner          | 49,10 s | 48,96 s | 1:38,06 min |
| 3    | Deutschland        | Susi Erdmann Nicole Herschmann         | 49,19 s | 49,10 s | 1:38,29 min |
| 4    | Schweiz            | Françoise Burdet Katharina Sutter      | 49,28 s | 49,06 s | 1:38,34 min |
| 5    | Vereinigte Staaten | Jean Racine Gea Johnson                | 49,31 s | 49,42 s | 1:38,73 min |
| 6    | Niederlande        | Eline Jurg Nannet Kiemel               | 49,64 s | 49,54 s | 1:39,18 min |
| 7    | Italien            | Gerda Weißensteiner Antonella Bellutti | 49,66 s | 49,55 s | 1:39,21 min |
| 8    | Russland           | Wiktorija Tokowaja Kristina Bader      | 49,72 s | 49,55 s | 1:39,27 min |
| 9    | Kanada             | Christina Smith Paula McKenzie         | 49,60 s | 49,75 s | 1:39,35 min |
| 10   | Niederlande        | Ilse Broeders Jeannette Pennings       | 49,70 s | 49,67 s | 1:39,37 min |
| 11   | Großbritannien     | Michelle Coy Jackie Davies             | 49,77 s | 49,78 s | 1:39,55 min |
| 12   | Großbritannien     | Cheryl Done Nicola Gautier             | 50,10 s | 49,79 s | 1:39,89 min |
| 13   | Ungarn             | Ildikó Strehli Éva Kürti               | 49,99 s | 49,92 s | 1:39,91 min |
| 14   | Schweden           | Karin Olsson Lina Engren               | 50,37 s | 49,93 s | 1:40,30 min |
| 15   | Rumänien           | Erika Kovacs Maria Spirescu            | 50,12 s | 50,62 s | 1:40,74 min |